# Kecöli K. Gergő
Kecöli K. Gergő (Csorna, 1981. január 23. –) magyar író. Öntörvényű, „izgalmasan egoista”, finom iróniát használó, egyben komor világot leíró, történetközpontú prózájával tűnt fel a kortárs magyar irodalomban.

## Életrajz
Kecöli K. Gergő (1981) egy kisalföldi faluban, Rábakecölben nőtt fel, innen jött az írói neve. Eredetileg Kovács Gergőnek nevezik a szerzőt, a K. betű a Kovácsot takarja. Filozófiát és történelmet tanult az ELTE-n. Dolgozott antikváriumban, majd televíziós műsorokban műveltségi vetélkedők adatbázisait szerkesztette, jelenleg kulturális újságíróként dolgozik.

## Könnyű álmok utcája
2022. szeptemberében jelent meg első novelláskötete Könnyű álmok utcája címmel a Kalligram kiadónál. A novellák nagy részét összefogja egyetlen elbeszélői én, Kecöli alteregója, Kovács Ernő, aki állandóan az elérhetetlen Nettiről ábrándozik: Ernő küzdősportol, iszik, mint a kefekötő, és jól beszéli a szláv alapnyelvet (orosz exe okán). Aztán vagy beleveti magát hiperrealista kalandokba (például zuglói maffiózóval sörözik), vagy nagyon is misztikus, kísérteties irányokba indul.
A Könnyű álmok utcája című kötethez Jászberényi Sándor írt fülszöveget. Idézet ebből:
„Van egy új nemzedék, amelynek külön elképzelése van az elbeszélésről. Történetet akar mesélni, magáról akar mesélni, és arról, amit lát, amit húsbavágóan ismer. Ezt a generációt nem érdekli a posztmodern bűvészkedés, nem érdekli a hitvány technika, a tűz lángja érdekli, ami mellett elmeséli a történeteit, na, meg azok, akiknek meséli. Kecöli hozzájuk tartozik. Ebben a novelláskötetben sok minden kavarog, minden, ami szemeteli a korunkat, és bántja az embert, de leginkább egy fiatal és ígéretes író szelleme.”
A Kalligram kiadó igazgatója, Mészáros Sándor szerint Kecölit megkülönböztetik más íróktól többek között a pontos zárlatai: tudja, hol kell az írásokat abbahagyni. Kecöli nyitva hagyja az elbeszélés ajtajait, nem kíván tanulságokat levonni az írások végén, „nem nézi hülyének az olvasót”. Mészáros hangsúlyozza: invenciózus, rendkívül szórakoztató prózáról beszélünk, ami saját hangon szólal meg. Annak ellenére, hogy kifejezetten komor világot mutatnak be a novellák, az önirónia, a „sajátos humor”, a misztikum fölbukkanása a hétköznapiságban egyensúlyt teremt. Pozitívumként említik a szürrealitás hétköznapi valósággal történő „mesteri összeszövését”, akár egy mondaton belül. Kecöli érdekes újítása, hogy több novellájában is fölbukkannak világhírű írók (vagy inkább alteregóik) Budapest utcáin, akikkel a főhős különböző kalandokba keveredik, és akikhez finom iróniával viszonyul, ami egyben az irodalom szerepének a változását is jelentheti: Murakami Haruki, Cormac McCarthy, Roman Szencsin is feltűnik a lapokon.
Több kritikus kiemeli Kecöli novelláinak életszagúságát, frissességét, elszabadult fantáziáját, szövegeinek öntörvényűségét, földközeliségét:
„Tetszett. Izgalmasan egoista szöveg, kreatív kanyarjai nem szétrobbantják a szöveget, sokkal inkább medrét alkotják. Tök egyszerűn mondva: jó olyan prózát olvasni, amiben mindig történik valami érdekes.” (Kuszma, goodreads)
„A Kalligram kiadónál megjelent Könnyű álmok utcájával ismét sikerült megismernem egy új tehetséget...Kecöli K. Gergő egy erősen énközpontú, már-már egoista, öntörvényű prózát kelt életre ...magában hordozza egy későbbi jelentős alkotás ígéretét. Aki szereti a nyers, ám szórakoztató stílust, vagy aki igyekszik minél több új friss hangot felfedezni magának, annak mindenképpen jó móka lehet a Könnyű álmok utcája.” (Bak Róbert, ekultura.hu)
„Kellemesen elszabadult fantázia, mégis erős, vagány földközeli szövegek. A valóságba kötöttség permanens érzete, miközben néha elgurul a pöttyös…E helyről üzenem, hogy Ernő a legjobb úton halad. Tessék folytatni, lehet hogy még Kormak Mekarti is kíváncsi a továbbiakra.” (gesztenye63, moly.hu)
„A könyvet könnyen meg lehet szeretni, hiszen otthonosan mozog az elidegenedés stációin; ahogy a valószerű jelenetek áttűnnek fantasztikumba; ahogy egy-egy semmirevaló fazon feje körül mégis látni valami tompa derengést; ahogyan agresszív alakok is szorongnak azon, hogy jó emberek-e. Arról is szól a könyv, milyen az, amikor a rózsás helyzetből azért kitetszik a szépséges kamu, s mindenben lehet öniróniát látni...És a zárlatok nagyon szépek.” (Bakos András, Magyar Narancs)
Egy másik kritika szerint az írásokat egyfajta „zabolátlan ösztönösség” jellemzi, és a kötet értékeihez tartozik az elbeszélő mások felé fordulása is. „Hogy önfeledt figyelme hol csap át részeg barátkozásba, flörtölésbe vagy verekedésbe, szinte lényegtelen is. A könyv egyik láthatatlan szereplője ebből a szempontból a megértés őszinte vágya, legyen szó tettesről, áldozatról, barátról, szerelmesről vagy ellenségről.”
A szerző egy Népszavának adott interjúban többek között ezeket mondja: „A kulcs mindig a történet. De nem a gondolatban, vagy a kizárólag fantáziában összeállított történet – ezeknek a vége indoktrináció lesz, vagy képzelgés, vagy ami a legrosszabb: unalmas betűhalmaz, mögötte a sápadtan üvöltő semmivel. A történet alatt az ősemberi sztorizgatást értem, vadászat, vagy ilyesmi után: ülnek a barlangban a tűz körül, és elmesélik, hogy mi történt velük. A történetekbe napok, holdak és csillagok keverednek, de mégis ott a konkrétum: valaki valahonnan elindul valahova, hogy csináljon valamit, aminek tétje van. Jelentőségteljes dolgokat, aminek nyoma marad az emberi szívben és a húsban is. Például levadászni egy mamutot vagy egy kardfogú tigrist. Bizony lehet, hogy egy vadászaton csúnya dolgok történnek, de a történetnek meg kell születnie: ez a törvény.”
A Magyar Narancsnak így nyilatkozik egy interjúban: „Elegem van a kiszolgáló, óvatoskodó irodalomból. Dühöt szül bennem és arra motivál, hogy ne ilyet írjak.”
Kecöli így vall a novelláiról egy helyen a saját írói oldalán: „Végül is mik ezek? Például pszichológiai valóságok, nyersanyagok, amik intenzív, üresjárat nélküli történetekre vannak ültetve.”